# Terminus post quem
Terminus post quem (łac. „zakończony po czasie”) – termin używany w archeologii odnoszący się do datowania względnego. Przez to pojęcie rozumieć należy, że można określić jedynie, czy dany obiekt lub warstwa związana ze znaleziskiem jest młodsza od tego znaleziska.